# Nippononeta coreana
Nippononeta coreana är en spindelart som först beskrevs av Paik 1991.  Nippononeta coreana ingår i släktet Nippononeta och familjen täckvävarspindlar. Inga underarter finns listade i Catalogue of Life.